# 贝兹河
贝兹河（法語：Bèze，法語發音：[bɛz]）是法国勃艮第-弗朗什-孔泰大区科多尔省的河流，是索恩河的右支流，长31.2千米。